# Elena Dementieva
Pour les articles homonymes, voir Dementiev.
Elena Viatcheslavovna Dementieva (en russe : Елена Вячеславовна Дементьева) est une joueuse de tennis russe née le 15 octobre 1981 à Moscou, professionnelle de 1996 à 2010. Elle est mariée au joueur de hockey sur glace Maksim Afinoguenov depuis juillet 2011.
Le sommet de la carrière de Dementieva survient le 17 août 2008 lorsqu'elle remporte la médaille d'or aux Jeux olympiques de Pékin. Elle avait déjà été médaillée d'argent en 2000 lors des Jeux olympiques de Sydney. Elle a également joué deux finales en Grand Chelem, à Roland Garros ainsi qu'à l'Us Open en 2004. Lorsqu'elle parvient en demi-finale de l'open d'Australie en 2009, elle compte désormais parmi les joueuses à avoir atteint au minimum une fois les demi-finales de tous les tournois du Grand Chelem. 
Durant sa carrière, elle a gagné seize titres en simple sur le circuit WTA (pour seize finales perdues) et six autres en double dames.
Elle parle trois langues : russe, anglais et français.

## Style de jeu
Elena Dementieva a développé un jeu basé sur de lourdes frappes en fond de court, cherchant perpétuellement à agresser son vis-a-vis. Elle possède un coup droit d'attaque très incisif, capable de désarçonner les adversaires les plus redoutables en défense. Elle pratique un tennis à risque qui engendre des fautes directes mais aussi des points gagnants spectaculaires.
Son service est par contre son plus grand point faible. Elle a néanmoins fait de nets progrès sur ce point et compense par ses capacités à contrer le retour de son adversaire.
Elena Dementieva obtient également de bons résultats grâce à une condition physique excellente qui fait d'elle la joueuse du circuit WTA ayant le meilleur pourcentage de réussite lors des matchs en 3 sets.

## Carrière tennistique

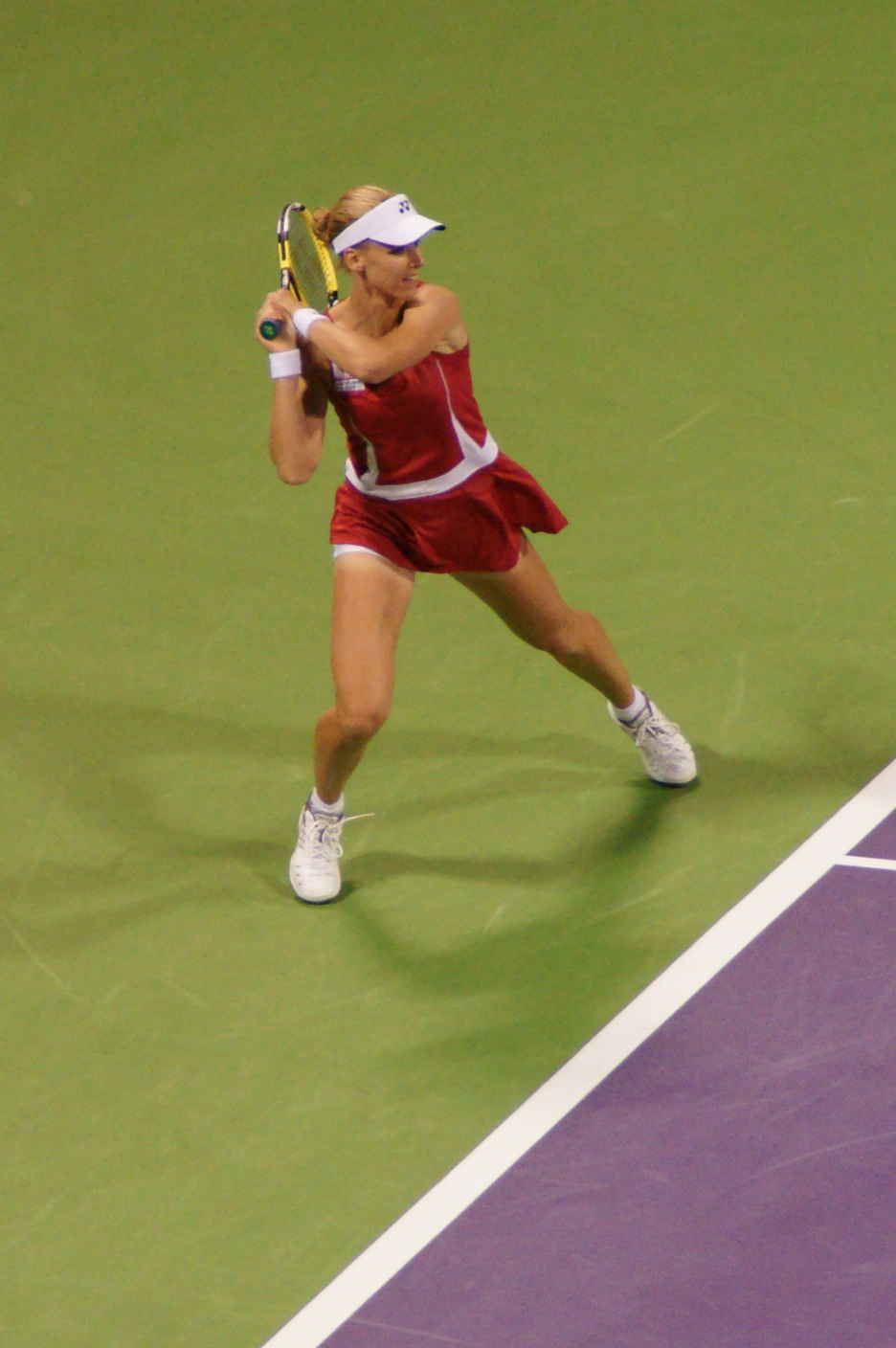
Elena Dementieva au Masters de tennis féminin 2008.

### Les débuts
Dementieva a joué et remporté son premier tournoi international, Les Petits As, en France à l'âge de 13 ans. En 1997, elle entra dans le classement WTA des 500 meilleures joueuses. Elle est passée professionnelle en 1996 et entra parmi les 100 premières en 1999.
En 1999, elle a représenté la Russie dans la compétition de Fed Cup, en finale contre les États-Unis marquant le seul point de son équipe. 1999 fut aussi l'année qui la vit disputer ses premiers tournois du Grand Chelem, se qualifiant pour l'Open d'Australie, Roland-Garros et Wimbledon et entrant directement dans le tableau de l'US Open. Elle atteignit le second tour de l'Open d'Australie et de Roland-Garros, fut sortie au premier tour de Wimbledon et alla au troisième tour de l'US Open.

### La montée en puissance
En 2000, elle fit son entrée dans les 20 meilleures en remportant plus de 40 matchs de simple et en gagnant plus de 600 000 dollars. Elle atteignit sa première demi-finale de Grand Chelem à l'US Open perdant contre Lindsay Davenport ; elle était la première Russe à atteindre ce stade de la compétition dans ce tournoi. Aux Jeux olympiques à Sydney, elle remporta la médaille d'argent, perdant en finale contre une autre Américaine, Venus Williams.
2001 fut la deuxième année où elle réussit à se maintenir dans les 20 meilleures au classement WTA. Durant cette année, elle prit la place de no 1 russe, position occupée précédemment par Anna Kournikova depuis décembre 1997.

### La confirmation
En 2003, elle a joué une majorité de tournois en occupant une place parmi les 10 meilleures et gagna approximativement 900,000 dollars de prix. Au tournoi d'Amelia Island, elle remporta son premier titre, battant la tête de série no 8 Amanda Coetzer, la no 4 Daniela Hantuchová, la no 1 mondiale Justine Henin ainsi que la no 5 mondiale Lindsay Davenport et devint par la même occasion la plus petite tête de série (no 10) à remporter ce tournoi en 24 années d'histoire. Elle remporta aussi des titres à Bali et Shanghai contre Chanda Rubin les deux fois. Elle finit l'année 2003 dans le top 10.
En double, elle atteignit les demi-finales de Wimbledon en équipe avec sa compatriote Lina Krasnoroutskaïa, battant les sœurs Williams en chemin.

### Le plus haut niveau

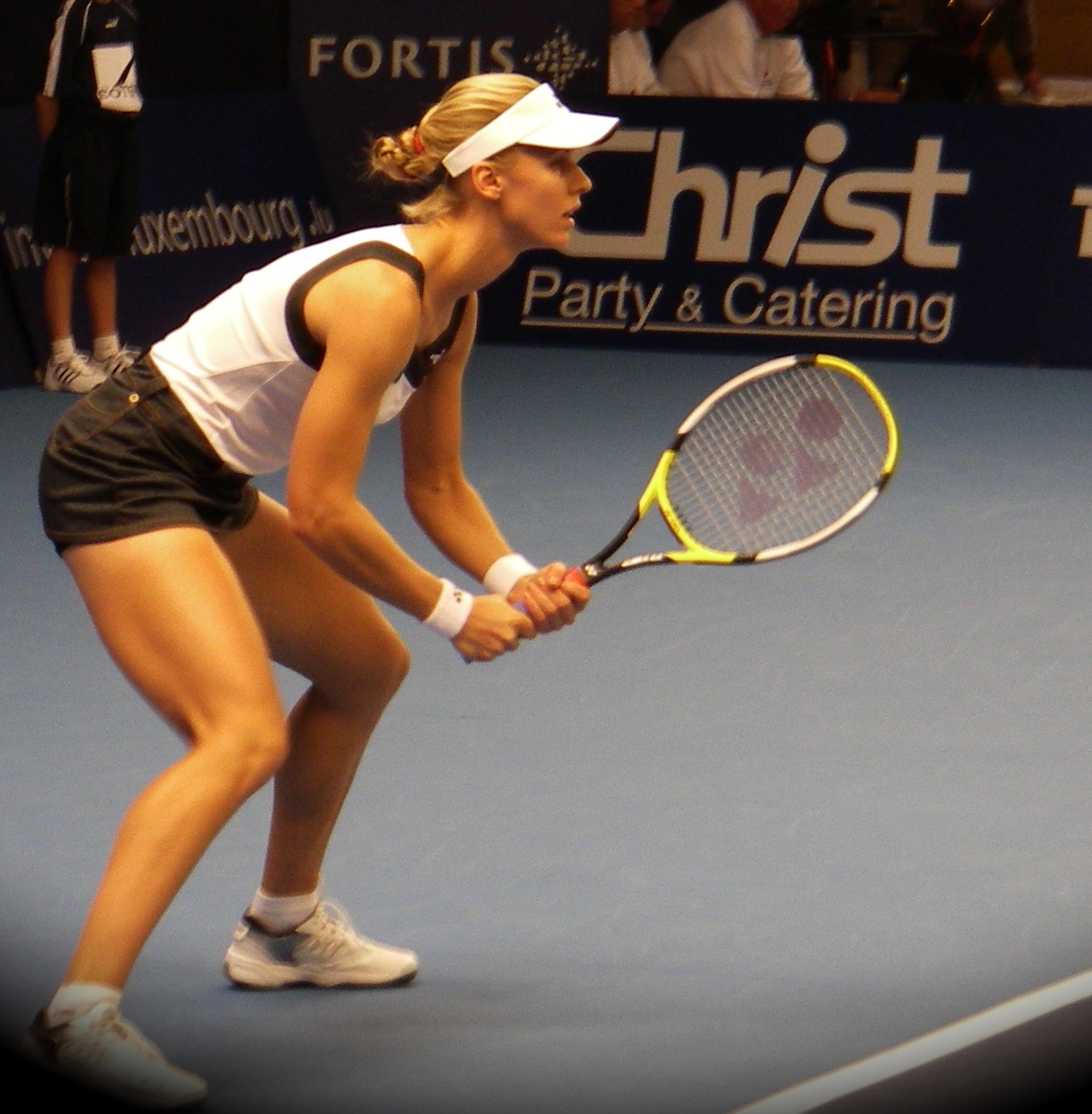
Elena Dementieva au tournoi de Luxembourg en 2008.

En 2004, Dementieva se révéla au plus haut niveau. Sa saison débuta en janvier à Sydney comme no 8 mondiale et tête de série no 6, perdant en quarts de finale contre la no 5 Lindsay Davenport. Elle conserva son rang à l'Open d'Australie où elle fut battue par la prometteuse no 79, Jelena Janković. En février, elle déclara forfait avant de disputer un tournoi et se résigna à faire de même à Indian Wells en mars. À Miami, tête de série no 5, elle élimina Venus Williams en demi-finale pour rencontrer Serena Williams. Le 5 avril, Dementieva atteignit la place de no 6 mondiale. Avec Myskina no 5 et Nadia Petrova no 9, c'était la première fois que trois Russes apparaissaient dans le top 10 féminin. En mai, à Roland-Garros, alors tête de série no 9, elle réussit à atteindre pour la première fois la finale d'un tournoi du Grand Chelem, battant au passage l'ancienne no 1 Lindsay Davenport en deux sets. Elle perdit contre sa compatriote, tête de série no 6 Anastasia Myskina dans une finale russo-russe sans précédent. L'ancien président russe Boris Eltsine assista à cette confrontation. Pour la première fois de l'ère Open, trois joueuses russes (Dementieva, Myskina et Sharapova) avaient atteint les quarts de finale d'un tournoi du grand chelem. Quand Myskina et elle entrèrent en demi-finales, là encore c'était sans précédent. La dernière Russe à avoir atteint une finale de Grand Chelem était alors Olga Morozova en 1974, l'entraîneur de Dementieva. À Wimbledon, no 6, elle se fit surprendre au premier tour par la no 129 Kleinova en trois sets. Plus tard, cette même année, à l'US Open, elle atteignit sa deuxième finale de Grand Chelem, battant les têtes de série no 8 Jennifer Capriati et no 2 Amélie Mauresmo.
À 19 ans, Svetlana Kuznetsova battait Dementieva en deux sets lors de cette finale, pour devenir la troisième Russe consécutive à remporter son premier tournoi du grand chelem ici. C'était la deuxième finale russo-russe de l'ère Open.

### 2007: une année en demi-teinte
Son année 2007 laissera un piètre souvenir, après une bonne performance (huitièmes de finale) en Grand Chelem à Melbourne et une demi-finale perdue face à Martina Hingis à Tokyo où elle ne peut conserver son titre, elle se blesse à un adducteur l'empêchant de participer à l'Open Gaz de France et la forçant à l'abandon à Anvers. Elle se casse ensuite trois côtes, blessure qui la tiendra hors de courts pendant près de deux mois et la fera sortir du Top 10, qu'elle occupait depuis 2003. Son retour s'effectue tranquillement à la J&S Cup de Varsovie où elle s'arrête au deuxième tour. Elle fait une série de tournois sur terre battue avec des performances s'améliorant peu à peu. En finale du tournoi d'Istanbul, l'abandon après le troisième jeu du second set d'Aravane Rezaï lui permet d'ajouter un nouveau tournoi à son palmarès. Elle remporte son septième titre là même où dix ans auparavant elle avait conquis son deuxième titre ITF en junior, elle promet de revenir en 2008, si son âge le lui permet encore.
Ses trois Grands Chelems (Roland Garros, Wimbledon et Flushing Meadows) se soldent tous par un échec au troisième tour et attestent d'une saison en demi-teinte. Malgré tout, elle termine la saison sur une note positive puisqu'elle gagne enfin la Coupe du Kremlin, tournoi qui lui tient à cœur puisqu'il se dispute à Moscou, sa ville natale. Patty Schnyder, Victoria Azarenka et Dinara Safina font les frais d'une Dementieva revenue à son meilleur niveau. Pour la troisième fois de sa carrière elle arrive en finale de ce tournoi mais cette fois, elle repart avec le trophée puisqu'au terme d'un très bon match, elle bat en trois sets 5-7, 6-1, 6-1 Serena Williams pour s'adjuger son plus beau titre chez elle.
Malgré cette victoire, elle finit sa saison au-delà du top 10 (11e) pour la première fois depuis 2003 et elle ne réussit pas à se qualifier pour le Masters, qui réunit les huit meilleures joueuses, pour la première fois depuis 2000.

### 2008: l'année des performances

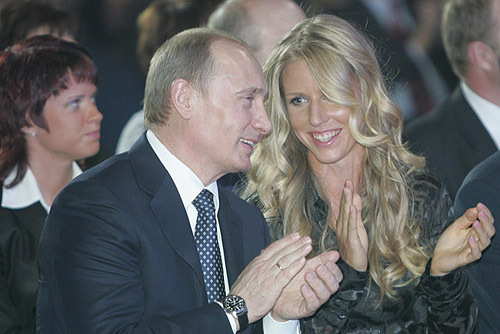
Elena Dementieva aux côtés de Vladimir Poutine.

Début 2008, elle remporte son quatrième tournoi de Tier II à Dubaï contre Svetlana Kuznetsova. Lors de la saison sur terre battue, elle atteint la finale à Berlin après avoir battu les Serbes Janković (no 5) et Ivanović (no 2) mais elle chute sur la dernière marche face à Dinara Safina. À Istanbul, elle ne réussit pas a conserver son titre, que lui ravit la Polonaise Agnieszka Radwańska. Elle atteint ensuite les quarts de finale à Roland Garros puis les demi-finales à Wimbledon pour la première fois de sa carrière.
Le 17 août 2008, elle est en finale des Jeux olympiques pour la deuxième fois de sa carrière après Sydney à la suite de ses victoires sur Serena Williams et Vera Zvonareva aux tours précédents. Au terme d'un match très accroché (3-6, 7-5, 6-3), elle bat sa compatriote, Dinara Safina et décroche ainsi le titre olympique, ce qui était l'objectif de sa saison. Sa carrière est enfin couronnée par le titre majeur qui lui manquait tant.
Après une demi-finale à l'US Open, elle remporte le Tournoi de Luxembourg, lui permettant d'ajouter une 11e coupe à son palmarès. À l'occasion des Masters de Doha auxquels elle n'avait pas participé depuis 2006, elle chute en demi-finales face à sa compatriote Vera Zvonareva en trois sets serrés. Encore une fois, Elena Dementieva tombe sur l'avant-dernière marche… Elle termine malgré tout la saison à la 4e place mondiale, son meilleur classement en fin d'année au terme de la plus belle saison de sa carrière.

### 2009: des hauts et des bas

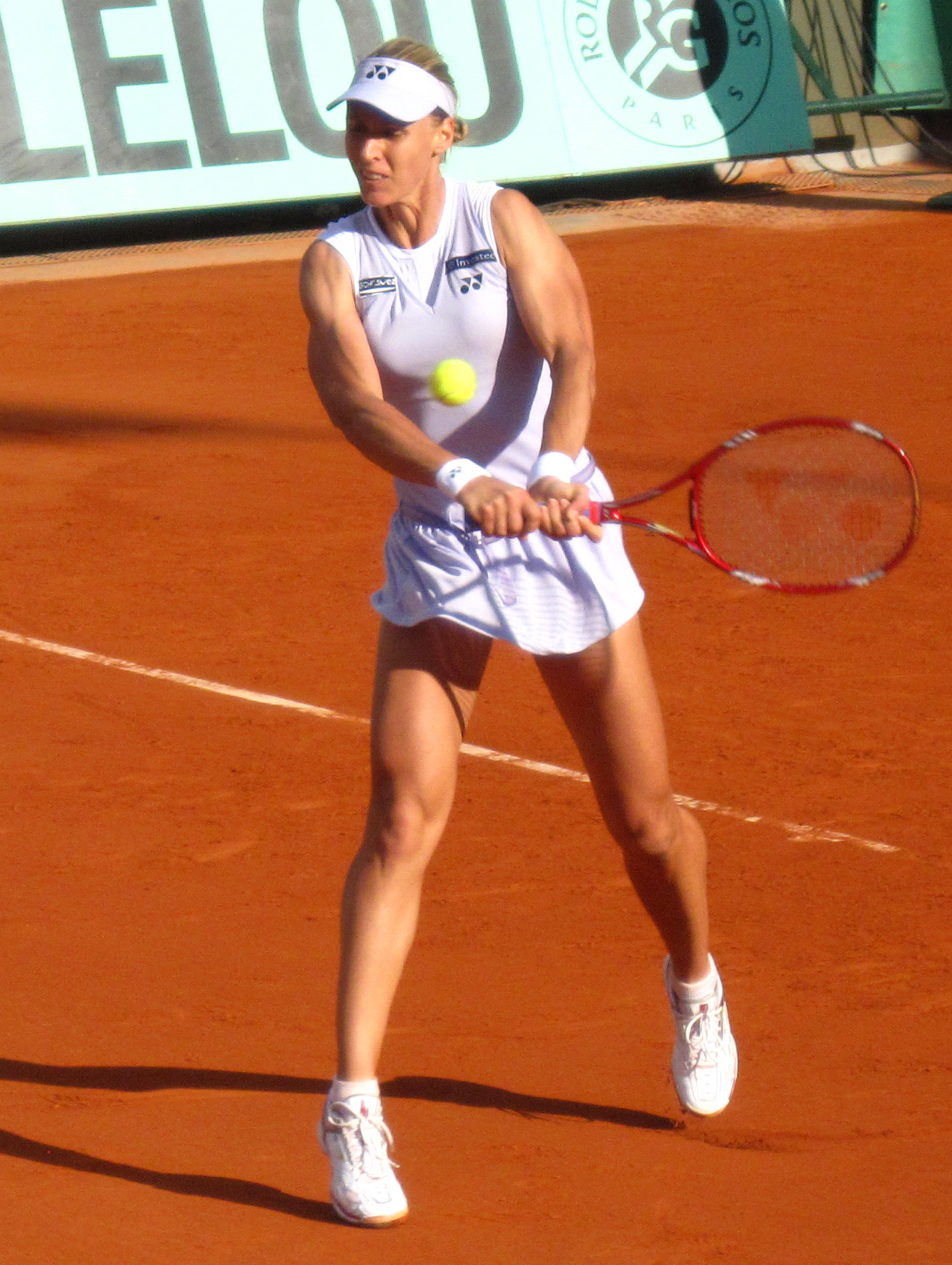
Elena Dementieva à Roland-Garros en 2009

Elena Dementieva commence sa tournée australienne en remportant le tournoi d'Auckland puis Sydney, respectivement face à Elena Vesnina et Dinara Safina en finale. Forte de dix matchs remportés à la suite, elle apparaît comme l'une des grandes favorites à l'Open d'Australie. Elle chute face à Serena Williams en demi-finale. Mais reprenant sa marche en avant, elle atteint ensuite la finale de l'Open GDF Suez à Paris, où elle s'incline face à Amélie Mauresmo. À Dubai, elle s'incline en quarts de finale face à Venus Williams, tête de série no 6 et future vainqueur du tournoi. Après ce début tonitruant (le meilleur de sa carrière), Dementieva subit un peu le contrecoup puisqu'elle chute dès son entrée en lice à Indian Wells face à la Tchèque Petra Cetkovská puis en huitièmes de finale à Miami battue par la prometteuse danoise Caroline Wozniacki. À l'issue de ce tournoi, Dementieva atteint la 3e place mondiale, devenant la sixième russe seulement à atteindre le top 3 depuis de l'ère Open.
Sur la terre battue verte de Charleston, elle est battue une nouvelle fois par la danoise Wozniacki en demi-finale. Elle enchaîne avec une demi-finale à Stuttgart puis un huitième à Madrid, où elle est battue par Mauresmo. À Roland Garros, elle s'incline dès le 3e tour face à Samantha Stosur (3-6, 6-4, 1-6). Elle réalise un parcours sans taches à Wimbledon, atteignant aisément les demi-finales du tournoi pour la seconde année consécutive. Elle perd contre la future gagnante Serena Williams en 3 sets, non sans avoir eu au préalable une balle de match. Sa tournée américaine est solide puisqu'elle atteint les demi-finales des tournois de Stanford et Cincinnati puis remporte celui de Toronto en prenant sa revanche sur Serena Williams en demi-finale et en battant sa compatriote Maria Sharapova 6-4, 6-3 en finale. Elle arrive donc à New-York comme l'une des favorites du tournoi mais elle déçoit en s'inclinant dès le deuxième tour face au jeune espoir américain Melanie Oudin. Elle se qualifie malgré tout pour ses 9e Masters, où elle est éliminée lors des matchs de poule. Après une saison faite de hauts et de bas, elle termine l'année dans le top 5 pour la seconde année consécutive.

### 2010: clap de fin

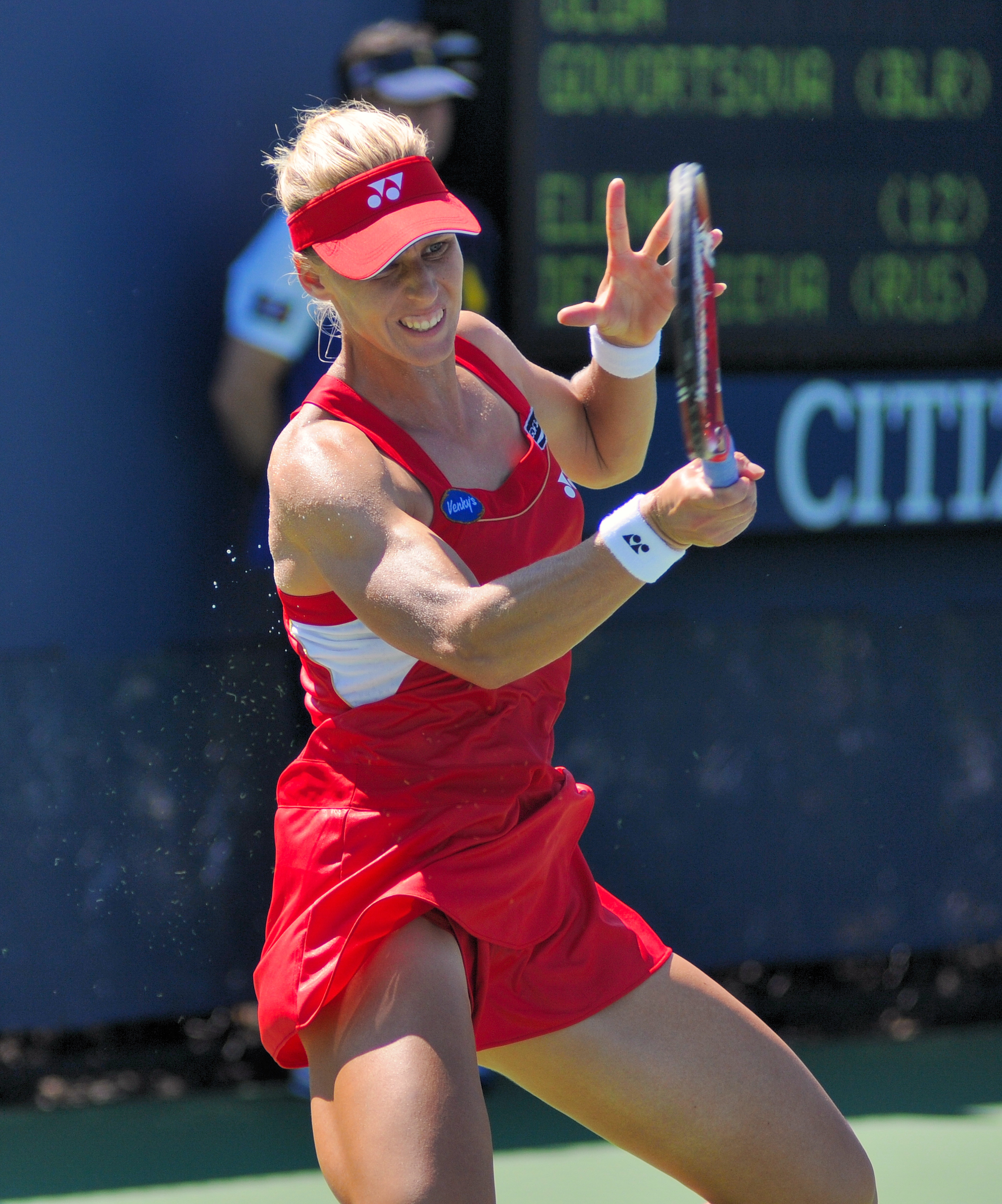
Elena Demantieva à l'US Open en 2010

Elena Dementieva démarre sa saison à la Coupe Hopman, où elle termine 3e du groupe B en compagnie d'Igor Andreev. En simple, elle bat la Kazakhe Yaroslava Shvedova et la Britannique Laura Robson mais perd contre l'Allemande Sabine Lisicki. La Russe participe ensuite au tournoi de Sydney dont elle est tenante du titre. Elle bat successivement Francesca Schiavone (6-2, 7-5), Daniela Hantuchová (6-2, 4-6, 6-2), Dinara Safina, la no 2 mondiale en quart (6-2, 6-3) puis Victoria Azarenka (6-3, 6-1) en demie. En finale, elle affronte la no 1 mondiale Serena Williams mais loin de son meilleur niveau et diminuée par une douleur au genou, celle-ci s'incline 6-3, 6-2, permettant à Elena Dementieva de conserver son titre.
À l'Open d'Australie, elle s'incline au second tour face à la revenante Justine Henin (7-5, 7-6).
Elle arrive à l'Open GDF Suez avec le statut de tête de série no 1 à la suite du forfait de la no 1 mondiale Serena Williams et élimine successivement en trois sets l'Allemande Andrea Petkovic (3-6, 6-4, 6-2), tombeuse au tour précédent de la Française Aravane Rezaï, et la jeune joueuse américaine Melanie Oudin (4-6, 6-3, 6-3) qui l'avait dominée lors de leur précédente confrontation à l'US Open en 2009. Elle se qualifie ainsi pour sa seconde finale de l'année, où elle affronte la Tchèque Lucie Šafářová, tombeuse en demi-finale de Flavia Pennetta, tête de série no 2 du tournoi. Au terme d'un nouveau match accroché en trois sets (65-7, 6-1, 6-4), elle remporte pour la première fois de sa carrière le titre à Coubertin, tournoi où elle s'était inclinée au même stade de la compétition face à Amélie Mauresmo en 2009. Elle reçoit d'ailleurs le trophée des mains de la récente retraitée française et gratifie à l'occasion le public d'un discours en français. Éreintée par une semaine aussi bien exigeante physiquement que mentalement, elle abandonne le surlendemain au premier tour de l'Open de Dubaï. Elle était alors menée 4-6, 1-1 par Daniela Hantuchová.
À l'Open d'Indian Wells elle s'incline nettement face à Agnieszka Radwańska en quart de finale sur le score de 6-4, 6-3.
À Roland-Garros, son parcours s'arrête en demi-finale face à Francesca Schiavone à la suite d'une déchirure du mollet gauche. Elle perdait alors 7-6.
Elle a malheureusement dû déclarer forfait pour le tournoi de Wimbledon. Sa saison américaine sur dur n'est pas brillante. Après un quart de finale à Stanford (perdu face à Maria Sharapova en 3 sets), elle ne réussit pas à réitérer sa demi-finale de l'année dernière à Cincinnati et perd son titre à Montreal. Elle quitte le top 10 pour la première fois depuis longtemps après Montréal. Elle atteint tout de même la finale de New Haven une semaine avant l'US Open mais s'incline dans un match épique de près de 3 heures contre Caroline Wozniacki.
À l'US Open, Elena Dementieva passe sans encombre son premier tour contre Olga Govortsova 6-1, 6-2, elle enchaîne ensuite avec une victoire sur Sybille Bammer 6-3, 6-4, puis contre Daniela Hantuchová 7-5, 6-2 (alors qu'elle était menée 5-2 dans le premier set) mais son parcours s'arrête contre la tête de série no 5 Sam Stosur 6-3, 2-6, 7-62, dans un match où elle a eu 4 balles de match ! À la suite de ce tournoi, elle réintègre le top 10, à la 9e place.
Elle annonce sa retraite sportive le 29 octobre à la suite de son élimination en poules lors des Masters à Doha, au cours d'une cérémonie sur le court à laquelle participent sa mère ainsi que les autres joueuses participant au tournoi,.

## Palmarès

### Titres en simple dames
| No | Date       | Nom et lieu du tournoi                     | Catégorie     | Dotation    | Surface         | Finaliste           | Score          |          |
| -- | ---------- | ------------------------------------------ | ------------- | ----------- | --------------- | ------------------- | -------------- | -------- |
| 1  | 14-04-2003 | Bausch & Lomb Championships, Amelia Island | Tier II       | 585 000 $   | Terre (ext.)    | Lindsay Davenport   | 4-6, 7-5, 6-3  | Parcours |
| 2  | 08-09-2003 | Wismilak International, Bali               | Tier III      | 225 000 $   | Dur (ext.)      | Chanda Rubin        | 6-2, 6-1       | Parcours |
| 3  | 15-09-2003 | Polo Open, Shanghai                        | Tier II       | 585 000 $   | Dur (ext.)      | Chanda Rubin        | 6-3, 7-66      | Parcours |
| 4  | 27-09-2004 | Gaz de France Stars, Hasselt               | Tier III      | 170 000 $   | Moquette (int.) | Elena Bovina        | 0-6, 6-0, 6-4  | Parcours |
| 5  | 30-01-2006 | Toray Pan Pacific Open, Tokyo              | Tier I        | 1 340 000 $ | Moquette (int.) | Martina Hingis      | 6-2, 6-0       | Parcours |
| 6  | 08-08-2006 | JPMorgan Chase Open, Los Angeles           | Tier II       | 600 000 $   | Dur (ext.)      | Jelena Janković     | 6-3, 4-6, 6-4  | Parcours |
| 7  | 21-05-2007 | Istanbul Cup, Istanbul                     | Tier III      | 200 000 $   | Terre (ext.)    | Aravane Rezaï       | 7-65, 3-0, ab. | Parcours |
| 8  | 08-10-2007 | Kremlin Cup, Moscou                        | Tier I        | 1 340 000 $ | Moquette (int.) | Serena Williams     | 5-7, 6-1, 6-1  | Parcours |
| 9  | 25-02-2008 | Barclays Tennis Championships, Dubaï       | Tier II       | 1 500 000 $ | Dur (ext.)      | Svetlana Kuznetsova | 4-6, 6-3, 6-2  | Parcours |
| 10 | 11-08-2008 | Olympic Games, Pékin                       | J. olympiques | NC          | Dur (ext.)      | Dinara Safina       | 3-6, 7-5, 6-3  | Parcours |
| 11 | 20-10-2008 | FORTIS Championships, Luxembourg           | Tier III      | 225 000 $   | Dur (int.)      | Caroline Wozniacki  | 2-6, 6-4, 7-64 | Parcours |
| 12 | 05-01-2009 | ASB Classic, Auckland                      | Intern'l      | 220 000 $   | Dur (ext.)      | Elena Vesnina       | 6-4, 6-1       | Parcours |
| 13 | 12-01-2009 | Medibank International, Sydney             | Premier       | 600 000 $   | Dur (ext.)      | Dinara Safina       | 6-3, 2-6, 6-1  | Parcours |
| 14 | 17-08-2009 | Coupe Rogers, Toronto                      | Premier 5     | 2 000 000 $ | Dur (ext.)      | Maria Sharapova     | 6-4, 6-3       | Parcours |
| 15 | 10-01-2010 | Medibank International, Sydney             | Premier       | 600 000 $   | Dur (ext.)      | Serena Williams     | 6-3, 6-2       | Parcours |
| 16 | 08-02-2010 | Open GDF Suez, Paris                       | Premier       | 700 000 $   | Dur (int.)      | Lucie Šafářová      | 6-75, 6-1, 6-4 | Parcours |

### Finales en simple dames
| No | Date       | Nom et lieu du tournoi              | Catégorie     | Dotation    | Surface         | Vainqueure             | Score          |          |
| -- | ---------- | ----------------------------------- | ------------- | ----------- | --------------- | ---------------------- | -------------- | -------- |
| 1  | 19-09-2000 | Olympic Games, Sydney               | J. olympiques | NC          | Dur (ext.)      | Venus Williams         | 6-2, 6-4       | Parcours |
| 2  | 26-02-2001 | Abierto Mexicano Pegaso, Acapulco   | Tier III      | 170 000 $   | Terre (ext.)    | Amanda Coetzer         | 2-6, 6-1, 6-2  | Parcours |
| 3  | 01-10-2001 | Kremlin Cup, Moscou                 | Tier I        | 1 185 000 $ | Moquette (int.) | Jelena Dokić           | 6-3, 6-3       | Parcours |
| 4  | 17-06-2002 | Ordina Open, Bois-le-Duc            | Tier III      | 170 000 $   | Gazon (ext.)    | Eléni Daniilídou       | 3-6, 6-2, 6-3  | Parcours |
| 5  | 24-03-2004 | NASDAQ-100 Open, Miami              | Tier I        | 3 060 000 $ | Dur (ext.)      | Serena Williams        | 6-1, 6-1       | Parcours |
| 6  | 24-05-2004 | Roland-Garros, Paris                | G. Chelem     | 5 982 126 $ | Terre (ext.)    | Anastasia Myskina      | 6-1, 6-2       | Parcours |
| 7  | 30-08-2004 | US Open, Flushing Meadows           | G. Chelem     | 7 017 780 $ | Dur (ext.)      | Svetlana Kuznetsova    | 6-3, 7-5       | Parcours |
| 8  | 11-10-2004 | Ladies Kremlin Cup, Moscou          | Tier I        | 1 300 000 $ | Moquette (int.) | Anastasia Myskina      | 7-5, 6-0       | Parcours |
| 9  | 11-04-2005 | Family Circle Cup, Charleston       | Tier I        | 1 300 000 $ | Terre (ext.)    | Justine Henin Hardenne | 7-5, 6-4       | Parcours |
| 10 | 31-10-2005 | Advanta Championships, Philadelphie | Tier II       | 585 000 $   | Dur (int.)      | Amélie Mauresmo        | 7-5, 2-6, 7-5  | Parcours |
| 11 | 06-03-2006 | Pacific Life Open, Indian Wells     | Tier I        | 2 100 000 $ | Dur (ext.)      | Maria Sharapova        | 6-1, 6-2       | Parcours |
| 12 | 05-05-2008 | Qatar Telecom German Open, Berlin   | Tier I        | 1 340 000 $ | Terre (ext.)    | Dinara Safina          | 3-6, 6-2, 6-2  | Parcours |
| 13 | 19-05-2008 | Istanbul Cup, Istanbul              | Tier III      | 200 000 $   | Terre (ext.)    | Agnieszka Radwańska    | 6-3, 6-2       | Parcours |
| 14 | 09-02-2009 | Open GDF Suez, Paris                | Premier       | 600 000 $   | Dur (int.)      | Amélie Mauresmo        | 7-67, 2-6, 6-4 | Parcours |
| 15 | 22-02-2010 | Malaysian Open, Kuala Lumpur        | Intern'l      | 220 000 $   | Dur (ext.)      | Alisa Kleybanova       | 6-3, 6-2       | Parcours |
| 16 | 26-09-2010 | Toray Pan Pacific Open, Tokyo       | Premier 5     | 2 000 000 $ | Dur (ext.)      | Caroline Wozniacki     | 1-6, 6-2, 6-3  | Parcours |

### Titres en double dames
| No | Date       | Nom et lieu du tournoi                       | Catégorie | Dotation    | Surface         | Partenaire           | Finalistes                         | Score          |          |
| -- | ---------- | -------------------------------------------- | --------- | ----------- | --------------- | -------------------- | ---------------------------------- | -------------- | -------- |
| 1  | 06-05-2002 | Eurocard German Open Berlin                  | Tier I    | 1 224 000 $ | Terre (ext.)    | Janette Husárová     | Daniela Hantuchová Arantxa Sánchez | 0-6, 7-63, 6-2 | Parcours |
| 2  | 29-07-2002 | Acura Classic San Diego                      | Tier II   | 775 000 $   | Dur (ext.)      | Janette Husárová     | Daniela Hantuchová Ai Sugiyama     | 6-2, 6-4       | Parcours |
| 3  | 30-09-2002 | Kremlin Cup Moscou                           | Tier I    | 1 224 000 $ | Moquette (int.) | Janette Husárová     | Jelena Dokić Nadia Petrova         | 2-6, 6-3, 7-67 | Parcours |
| 4  | 04-11-2002 | Home Depot Championships Los Angeles         | Masters   | 3 000 000 $ | Dur (int.)      | Janette Husárová     | Cara Black Elena Likhovtseva       | 4-6, 6-4, 6-3  | Parcours |
| 5  | 16-06-2003 | Ordina Open Bois-le-Duc                      | Tier III  | 170 000 $   | Gazon (ext.)    | Lina Krasnoroutskaïa | Nadia Petrova Mary Pierce          | 2-6, 6-3, 6-4  | Parcours |
| 6  | 08-08-2005 | JPMorgan Chase Open by Herbalife Los Angeles | Tier II   | 585 000 $   | Dur (ext.)      | Flavia Pennetta      | Angela Haynes Bethanie Mattek      | 6-2, 6-4       | Parcours |

### Finales en double dames
| No | Date       | Nom et lieu du tournoi           | Catégorie | Dotation    | Surface         | Vainqueures                         | Partenaire           | Score         |          |
| -- | ---------- | -------------------------------- | --------- | ----------- | --------------- | ----------------------------------- | -------------------- | ------------- | -------- |
| 1  | 01-10-2001 | Kremlin Cup Moscou               | Tier I    | 1 185 000 $ | Moquette (int.) | Martina Hingis Anna Kournikova      | Lina Krasnoroutskaïa | 7-61, 6-3     | Parcours |
| 2  | 04-02-2002 | Open Gaz de France Paris         | Tier II   | 585 000 $   | Moquette (int.) | Nathalie Dechy Meilen Tu            | Janette Husárová     | Forfait       | Parcours |
| 3  | 04-03-2002 | Pacific Life Open Indian Wells   | Tier I    | 2 100 000 $ | Dur (ext.)      | Lisa Raymond Rennae Stubbs          | Janette Husárová     | 7-5, 6-0      | Parcours |
| 4  | 26-08-2002 | US Open Flushing Meadows         | G. Chelem | 6 261 690 $ | Dur (ext.)      | Virginia Ruano Pascual Paola Suárez | Janette Husárová     | 6-2, 6-1      | Parcours |
| 5  | 10-01-2005 | Medibank International Sydney    | Tier II   | 585 000 $   | Dur (ext.)      | Bryanne Stewart Samantha Stosur     | Ai Sugiyama          | Forfait       | Parcours |
| 6  | 29-08-2005 | US Open Flushing Meadows         | G. Chelem | 7 147 042 $ | Dur (ext.)      | Lisa Raymond Samantha Stosur        | Flavia Pennetta      | 6-2, 5-7, 6-3 | Parcours |
| 7  | 08-05-2006 | Qatar Telecom German Open Berlin | Tier I    | 1 340 000 $ | Terre (ext.)    | Yan Zi Zheng Jie                    | Flavia Pennetta      | 6-2, 6-3      | Parcours |

## Parcours en Grand Chelem

### En simple dames
| Année | Open d'Australie | Open d'Australie | Internationaux de France | Internationaux de France | Wimbledon       | Wimbledon         | US Open                                         | US Open             |
| ----- | ---------------- | ---------------- | ------------------------ | ------------------------ | --------------- | ----------------- | ----------------------------------------------- | ------------------- |
| 1998  | —                | —                | —                        | —                        | —               | —                 | Q1 \|\| style="text-align:left" \| Alice Canepa |                     |
| 1999  | 2e tour (1/32)   | Martina Hingis   | 2e tour (1/32)           | Nathalie Dechy           | 1er tour (1/64) | Dominique Monami  | 3e tour (1/16)                                  | Conchita Martínez   |
| 2000  | 3e tour (1/16)   | Julie Halard     | 2e tour (1/32)           | Virginie Razzano         | 1er tour (1/64) | Nadia Petrova     | 1/2 finale                                      | Lindsay Davenport   |
| 2001  | 3e tour (1/16)   | Dája Bedáňová    | 2e tour (1/32)           | Henrieta Nagyová         | 3e tour (1/16)  | Anke Huber        | 4e tour (1/8)                                   | Kim Clijsters       |
| 2002  | 4e tour (1/8)    | Justine Henin    | 4e tour (1/8)            | Clarisa Fernández        | 4e tour (1/8)   | Justine Henin     | 2e tour (1/32)                                  | Francesca Schiavone |
| 2003  | 1er tour (1/64)  | Barbara Schwartz | 1er tour (1/64)          | M. A. Sánchez            | 4e tour (1/8)   | Serena Williams   | 4e tour (1/8)                                   | Jennifer Capriati   |
| 2004  | 1er tour (1/64)  | Jelena Janković  | Finale                   | Anastasia Myskina        | 1er tour (1/64) | Sandra Kleinová   | Finale                                          | Svetlana Kuznetsova |
| 2005  | 4e tour (1/8)    | Patty Schnyder   | 4e tour (1/8)            | Elena Likhovtseva        | 4e tour (1/8)   | Anastasia Myskina | 1/2 finale                                      | Mary Pierce         |
| 2006  | 1er tour (1/64)  | Julia Schruff    | 3e tour (1/16)           | Shahar Peer              | 1/4 de finale   | Maria Sharapova   | 1/4 de finale                                   | Jelena Janković     |
| 2007  | 4e tour (1/8)    | Nicole Vaidišová | 3e tour (1/16)           | Marion Bartoli           | 3e tour (1/16)  | Tamira Paszek     | 3e tour (1/16)                                  | Sybille Bammer      |
| 2008  | 4e tour (1/8)    | Maria Sharapova  | 1/4 de finale            | Dinara Safina            | 1/2 finale      | Venus Williams    | 1/2 finale                                      | Jelena Janković     |
| 2009  | 1/2 finale       | Serena Williams  | 3e tour (1/16)           | Samantha Stosur          | 1/2 finale      | Serena Williams   | 2e tour (1/32)                                  | Melanie Oudin       |
| 2010  | 2e tour (1/32)   | Justine Henin    | 1/2 finale               | Francesca Schiavone      | -               | -                 | 4e tour (1/8)                                   | Samantha Stosur     |

À droite du résultat, l’ultime adversaire.

### En double dames
| Année | Open d'Australie               | Open d'Australie           | Internationaux de France       | Internationaux de France  | Wimbledon                   | Wimbledon                  | US Open                       | US Open                   |
| ----- | ------------------------------ | -------------------------- | ------------------------------ | ------------------------- | --------------------------- | -------------------------- | ----------------------------- | ------------------------- |
| 2001  | -                              | -                          | -                              | -                         | -                           | -                          | 2e tour (1/16) J. Husárová    | Dominikovic Marissa Irvin |
| 2002  | -                              | -                          | 2e tour (1/16) J. Husárová     | T. Garbin A. Widjaja      | 1er tour (1/32) J. Husárová | S. Asagoe Nana Miyagi      | Finale J. Husárová            | V. Ruano Paola Suárez     |
| 2003  | 2e tour (1/16) J. Husárová     | E. Gagliardi Petra Mandula | 2e tour (1/16) Krasnoroutskaïa | Kim Clijsters Ai Sugiyama | 1/2 finale Krasnoroutskaïa  | V. Ruano Paola Suárez      | 3e tour (1/8) Krasnoroutskaïa | M. Bartoli M. Casanova    |
| 2004  | 2e tour (1/16) Krasnoroutskaïa | E. Gagliardi Roberta Vinci | 3e tour (1/8) D. Chládková     | Nadia Petrova Shaughnessy | -                           | -                          | 1/2 finale Ai Sugiyama        | V. Ruano Paola Suárez     |
| 2005  | 3e tour (1/8) Ai Sugiyama      | J. Russell M. Santangelo   | 2e tour (1/16) Elena Bovina    | I. Benešová Květa Peschke | -                           | -                          | Finale F. Pennetta            | Lisa Raymond S. Stosur    |
| 2006  | 3e tour (1/8) F. Pennetta      | Yan Zi Zheng Jie           | 2e tour (1/16) F. Pennetta     | Maret Ani Meilen Tu       | 3e tour (1/8) F. Pennetta   | Květa Peschke F. Schiavone | -                             | -                         |
| 2007  | 3e tour (1/8) F. Pennetta      | Yan Zi Zheng Jie           | -                              | -                         | 2e tour (1/16) F. Pennetta  | Jill Craybas L. Granville  | 2e tour (1/16) F. Pennetta    | Lisa Raymond S. Stosur    |

Sous le résultat, la partenaire ; à droite, l’ultime équipe adverse.

### En double mixte
| Année | Open d'Australie          | Open d'Australie         | Internationaux de France | Internationaux de France | Wimbledon | Wimbledon | US Open | US Open |
| 2004  | 1/4 de finale S. Sargsian | Rita Grande M. Rodríguez | -                        | -                        | -         | -         | -       | -       |

Sous le résultat, le partenaire ; à droite, l’ultime équipe adverse.

## Parcours en «Premier Mandatory» et «Premier 5»
Découlant d'une réforme du circuit WTA inaugurée en 2009, les tournois WTA « Premier Mandatory » et « Premier 5 » constituent les catégories d'épreuves les plus prestigieuses, après les quatre levées du Grand Chelem.

### En simple dames
| Année |              | Premier Mandatory           | Premier Mandatory          | Premier Mandatory          | Premier Mandatory          |       | Premier 5 | Premier 5                    | Premier 5                 | Premier 5              | Premier 5                        | Premier 5 | Premier 5                    |
| Année | Indian Wells | Miami                       | Madrid                     | Pékin                      |                            | Dubaï | Rome      | Canada                       | Cincinnati                |                        | Tokyo                            |           |                              |
| Année | Indian Wells | Miami                       | Madrid                     | Pékin                      |                            | Doha  | Rome      | Canada                       | Cincinnati                |                        | Wuhan                            |           |                              |
| Année | Indian Wells | Miami                       | Madrid                     | Pékin                      |                            |       | Rome      | Canada                       | Cincinnati                |                        |                                  |           |                              |
| 2009  |              | 2e tour (1/32) P. Cetkovská | 4e tour (1/8) C. Wozniacki | 3e tour (1/8) A. Mauresmo  | 1/4 de finale A. Radwańska |       |           | 1/4 de finale V. Williams    |                           | Victoire M. Sharapova  | 1/2 finale J. Janković           |           | 2e tour (1/16) K. Bondarenko |
| 2010  |              | 1/4 de finale A. Radwańska  | 2e tour (1/32) J. Henin    | 2e tour (1/16) A. Dulgheru | 3e tour (1/8) A. Ivanović  |       |           | 2e tour (1/16) D. Hantuchová | 3e tour (1/8) A. Ivanović | 3e tour (1/8) Zheng J. | 2e tour (1/16) A. Pavlyuchenkova |           | Finale C. Wozniacki          |

Sous le résultat, l’ultime adversaire.

## Parcours aux Masters

### En simple dames
| #  | Date       | Nom de l'édition                          | ($)       | Surface         | Résultat               | Ultime adversaire   | Score          |          |
| -- | ---------- | ----------------------------------------- | --------- | --------------- | ---------------------- | ------------------- | -------------- | -------- |
| 1  | 13/11/2000 | Chase Championships New York              | 2 000 000 | Moquette (int.) | 1/2 finale             | Monica Seles        | 6-1, 7-64      | Parcours |
| 2  | 29/10/2001 | Sanex Championships Munich                | 3 000 000 | Dur (int.)      | 1er tour (1/8)         | Kim Clijsters       | 6-3, 7-62      | Parcours |
| 3  | 04/11/2002 | Home Depot Championships Los Angeles      | 3 000 000 | Dur (int.)      | 1er tour (1/8)         | Justine Henin       | 6-3, 6-3       | Parcours |
| 4  | 03/11/2003 | Tour Championships by Porsche Los Angeles | 3 000 000 | Dur (int.)      | Round Robin (défaite)  | Kim Clijsters       | 6-2, 6-2       | Parcours |
| 4  | 03/11/2003 | Tour Championships by Porsche Los Angeles | 3 000 000 | Dur (int.)      | Round Robin (défaite)  | Amélie Mauresmo     | 6-3, 6-2       | Parcours |
| 4  | 03/11/2003 | Tour Championships by Porsche Los Angeles | 3 000 000 | Dur (int.)      | Round Robin (victoire) | Chanda Rubin        | 4-6, 7-5, 6-1  | Parcours |
| 5  | 08/11/2004 | Tour Championships by Porsche Los Angeles | 3 000 000 | Dur (int.)      | Round Robin (défaite)  | Lindsay Davenport   | 6-0, 6-1       | Parcours |
| 5  | 08/11/2004 | Tour Championships by Porsche Los Angeles | 3 000 000 | Dur (int.)      | Round Robin (défaite)  | Serena Williams     | 7-63, 7-5      | Parcours |
| 5  | 08/11/2004 | Tour Championships by Porsche Los Angeles | 3 000 000 | Dur (int.)      | Round Robin (défaite)  | Anastasia Myskina   | 6-3, 6-3       | Parcours |
| 6  | 07/11/2005 | Tour Championships by Porsche Los Angeles | 3 000 000 | Dur (int.)      | Round Robin (défaite)  | Mary Pierce         | 6-2, 6-3       | Parcours |
| 6  | 07/11/2005 | Tour Championships by Porsche Los Angeles | 3 000 000 | Dur (int.)      | Round Robin (défaite)  | Amélie Mauresmo     | 6-2, 6-3       | Parcours |
| 6  | 07/11/2005 | Tour Championships by Porsche Los Angeles | 3 000 000 | Dur (int.)      | Round Robin (défaite)  | Kim Clijsters       | 6-2, 6-3       | Parcours |
| 7  | 06/11/2006 | Sony Ericsson Championships Madrid        | 3 000 000 | Dur (int.)      | Round Robin (défaite)  | Maria Sharapova     | 6-1, 6-4       | Parcours |
| 7  | 06/11/2006 | Sony Ericsson Championships Madrid        | 3 000 000 | Dur (int.)      | Round Robin (défaite)  | Svetlana Kuznetsova | 7-5, 6-3       | Parcours |
| 7  | 06/11/2006 | Sony Ericsson Championships Madrid        | 3 000 000 | Dur (int.)      | Round Robin (défaite)  | Kim Clijsters       | 6-4, 6-0       | Parcours |
| 8  | 04/11/2008 | Sony Ericsson Championships Doha          | 4 450 000 | Dur (ext.)      | 1/2 finale             | Vera Zvonareva      | 7-67, 3-6, 6-3 | Parcours |
| 9  | 27/10/2009 | Sony Ericsson Championships Doha          | 4 550 000 | Dur (ext.)      | Round Robin (victoire) | Venus Williams      | 3-6, 7-66, 6-2 | Parcours |
| 9  | 27/10/2009 | Sony Ericsson Championships Doha          | 4 550 000 | Dur (ext.)      | Round Robin (défaite)  | Serena Williams     | 6-2, 6-4       | Parcours |
| 9  | 27/10/2009 | Sony Ericsson Championships Doha          | 4 550 000 | Dur (ext.)      | Round Robin (défaite)  | Svetlana Kuznetsova | 6-3, 6-2       | Parcours |
| 10 | 26/10/2010 | WTA Championships Doha                    | 4 550 000 | Dur (ext.)      | Round Robin (défaite)  | Caroline Wozniacki  | 6-1, 6-1       | Parcours |
| 10 | 26/10/2010 | WTA Championships Doha                    | 4 550 000 | Dur (ext.)      | Round Robin (victoire) | Samantha Stosur     | 4-6, 6-4, 7-64 | Parcours |
| 10 | 26/10/2010 | WTA Championships Doha                    | 4 550 000 | Dur (ext.)      | Round Robin (défaite)  | Francesca Schiavone | 6-4, 6-2       | Parcours |

### En double dames
| # | Date       | Nom de l'édition                     | ($)       | Surface    | Résultat | Partenaire       | Ultimes adversaires          | Score         |          |
| - | ---------- | ------------------------------------ | --------- | ---------- | -------- | ---------------- | ---------------------------- | ------------- | -------- |
| 1 | 04/11/2002 | Home Depot Championships Los Angeles | 3 000 000 | Dur (int.) | Victoire | Janette Husárová | Cara Black Elena Likhovtseva | 4-6, 6-4, 6-3 | Parcours |

## Parcours aux Jeux olympiques

### En simple dames
| # | Date       | Nom de l'olympiade           | Surface    | Résultat        | Ultime adversaire | Score         |          |
| - | ---------- | ---------------------------- | ---------- | --------------- | ----------------- | ------------- | -------- |
| 1 | 19/09/2000 | Olympic Tennis Event Sydney  | Dur (ext.) | Argent          | Venus Williams    | 6-2, 6-4      | Parcours |
| 2 | 15/08/2004 | Olympic Tennis Event Athènes | Dur (ext.) | 1er tour (1/32) | Alicia Molik      | 4-6, 6-0, 6-3 | Parcours |
| 3 | 11/08/2008 | Olympic Tennis Event Pékin   | Dur (ext.) | Or              | Dinara Safina     | 3-6, 7-5, 6-3 | Parcours |

### En double dames
| # | Date       | Nom de l'olympiade           | Surface    | Résultat        | Partenaire        | Ultimes adversaires        | Score         |          |
| - | ---------- | ---------------------------- | ---------- | --------------- | ----------------- | -------------------------- | ------------- | -------- |
| 1 | 15/08/2004 | Olympic Tennis Event Athènes | Dur (ext.) | 1er tour (1/16) | Anastasia Myskina | Shinobu Asagoe Ai Sugiyama | 5-7, 7-5, 6-3 | Parcours |

## Parcours en Fed Cup
| #                                                                         | Date       | Lieu            | Surface         | Gagnante(s)                          | Perdante(s)                        | Score          |          |
|                                                                           |            |                 |                 |                                      |                                    |                |          |
| 1999 - 1/2 finale (groupe mondial) - Russie - Slovaquie - 3 : 2           |            |                 |                 |                                      |                                    |                |          |
| 1                                                                         | 24/07/1999 | Moscou          | Terre (int.)    | Ľudmila Cervanová Daniela Hantuchová | Elena Dementieva Elena Makarova    | 7-5, 7-65      | Parcours |
|                                                                           |            |                 |                 |                                      |                                    |                |          |
| 1999 - Finale (groupe mondial) - États-Unis - Russie - 4 : 1              |            |                 |                 |                                      |                                    |                |          |
| 2                                                                         | 18/09/1999 | Stanford        | Dur (ext.)      | Lindsay Davenport                    | Elena Dementieva                   | 6-4, 6-0       | Parcours |
| 2                                                                         | 18/09/1999 | Stanford        | Dur (ext.)      | Elena Dementieva                     | Venus Williams                     | 1-6, 6-3, 7-65 | Parcours |
| 2                                                                         | 18/09/1999 | Stanford        | Dur (ext.)      | Serena Williams Venus Williams       | Elena Dementieva Elena Makarova    | 6-2, 6-1       | Parcours |
|                                                                           |            |                 |                 |                                      |                                    |                |          |
| 2001 - 1/4 de finale (groupe mondial) - Slovaquie - Russie - 2 : 3        |            |                 |                 |                                      |                                    |                |          |
| 3                                                                         | 21/07/2001 | Bratislava      | Terre (ext.)    | Elena Dementieva                     | Daniela Hantuchová                 | 6-2, 7-66      | Parcours |
| 3                                                                         | 21/07/2001 | Bratislava      | Terre (ext.)    | Elena Dementieva                     | Henrieta Nagyová                   | 6-3, 7-67      | Parcours |
|                                                                           |            |                 |                 |                                      |                                    |                |          |
| 2001 - Round robin (groupe mondial) - Russie - République tchèque - 2 : 1 |            |                 |                 |                                      |                                    |                |          |
| 4                                                                         | 07/11/2001 | Madrid          | Terre (int.)    | Elena Dementieva                     | Denisa Chládková                   | 6-4, 4-6, 6-1  | Parcours |
|                                                                           |            |                 |                 |                                      |                                    |                |          |
| 2001 - Round robin (groupe mondial) - Russie - Argentine - 3 : 0          |            |                 |                 |                                      |                                    |                |          |
| 5                                                                         | 08/11/2001 | Madrid          | Terre (int.)    | Elena Dementieva                     | María Emilia Salerni               | 6-1, 6-2       | Parcours |
|                                                                           |            |                 |                 |                                      |                                    |                |          |
| 2001 - Round robin (groupe mondial) - Russie - France - 2 : 1             |            |                 |                 |                                      |                                    |                |          |
| 6                                                                         | 09/11/2001 | Madrid          | Terre (int.)    | Elena Dementieva                     | Amélie Mauresmo                    | 6-3, 0-6, 6-4  | Parcours |
|                                                                           |            |                 |                 |                                      |                                    |                |          |
| 2001 - Finale (groupe mondial) - Belgique - Russie - 2 : 1                |            |                 |                 |                                      |                                    |                |          |
| 7                                                                         | 07/11/2001 | Madrid          | Terre (int.)    | Kim Clijsters                        | Elena Dementieva                   | 6-0, 6-4       | Parcours |
|                                                                           |            |                 |                 |                                      |                                    |                |          |
| 2002 - 1er tour (groupe mondial) - Allemagne - Russie - 3 : 2             |            |                 |                 |                                      |                                    |                |          |
| 8                                                                         | 27/04/2002 | Dresde          | Terre (ext.)    | Elena Dementieva                     | Martina Müller                     | 6-4, 6-2       | Parcours |
| 8                                                                         | 27/04/2002 | Dresde          | Terre (ext.)    | Barbara Rittner                      | Elena Dementieva                   | 6-3, 6-1       | Parcours |
| 8                                                                         | 27/04/2002 | Dresde          | Terre (ext.)    | Barbara Rittner Marlene Weingärtner  | Elena Dementieva Elena Likhovtseva | 7-61, 6-2      | Parcours |
|                                                                           |            |                 |                 |                                      |                                    |                |          |
| 2002 - Barrage (groupe mondial I) - Chine - Russie - 0 : 5                |            |                 |                 |                                      |                                    |                |          |
| 9                                                                         | 20/07/2002 | Pékin           | Dur (int.)      | Elena Dementieva                     | Sun Tiantian                       | 6-2, 6-3       | Parcours |
| 9                                                                         | 20/07/2002 | Pékin           | Dur (int.)      | Elena Dementieva                     | Zheng Jie                          | 6-4, 6-0       | Parcours |
|                                                                           |            |                 |                 |                                      |                                    |                |          |
| 2003 - 1er tour (groupe mondial) - Russie - Croatie - 4 : 1               |            |                 |                 |                                      |                                    |                |          |
| 10                                                                        | 26/04/2003 | Moscou          | Moquette (int.) | Elena Dementieva                     | Iva Majoli                         | 6-1, 6-4       | Parcours |
| 10                                                                        | 26/04/2003 | Moscou          | Moquette (int.) | Elena Dementieva Anastasia Myskina   | Darija Jurak Matea Mezak           | 6-4, 6-4       | Parcours |
|                                                                           |            |                 |                 |                                      |                                    |                |          |
| 2003 - 1/4 de finale (groupe mondial) - Slovénie - Russie - 0 : 5         |            |                 |                 |                                      |                                    |                |          |
| 11                                                                        | 19/07/2003 | Portorož        | Terre (ext.)    | Elena Dementieva                     | Katarina Srebotnik                 | 6-1, 6-3       | Parcours |
| 11                                                                        | 19/07/2003 | Portorož        | Terre (ext.)    | Elena Dementieva Anastasia Myskina   | Tina Križan Katarina Srebotnik     | 6-2, 6-3       | Parcours |
|                                                                           |            |                 |                 |                                      |                                    |                |          |
| 2005 - 1/4 de finale (groupe mondial) - Italie - Russie - 1 : 4           |            |                 |                 |                                      |                                    |                |          |
| 12                                                                        | 23/04/2005 | Brindisi        | Terre (ext.)    | Elena Dementieva                     | Tathiana Garbin                    | 6-4, 6-3       | Parcours |
| 12                                                                        | 23/04/2005 | Brindisi        | Terre (ext.)    | Elena Dementieva                     | Francesca Schiavone                | 4-6, 7-62, 6-0 | Parcours |
|                                                                           |            |                 |                 |                                      |                                    |                |          |
| 2005 - 1/2 finale (groupe mondial) - Russie - États-Unis - 4 : 1          |            |                 |                 |                                      |                                    |                |          |
| 13                                                                        | 09/07/2005 | Moscou          | Terre (int.)    | Elena Dementieva                     | Mashona Washington                 | 7-5, 6-4       | Parcours |
| 13                                                                        | 09/07/2005 | Moscou          | Terre (int.)    | Venus Williams                       | Elena Dementieva                   | 6-1, 6-2       | Parcours |
|                                                                           |            |                 |                 |                                      |                                    |                |          |
| 2005 - Finale (groupe mondial) - France - Russie - 2 : 3                  |            |                 |                 |                                      |                                    |                |          |
| 14                                                                        | 17/09/2005 | Paris           | Terre (ext.)    | Elena Dementieva                     | Mary Pierce                        | 7-61, 2-6, 6-1 | Parcours |
| 14                                                                        | 17/09/2005 | Paris           | Terre (ext.)    | Elena Dementieva                     | Amélie Mauresmo                    | 6-4, 4-6, 6-2  | Parcours |
| 14                                                                        | 17/09/2005 | Paris           | Terre (ext.)    | Elena Dementieva Dinara Safina       | Amélie Mauresmo Mary Pierce        | 6-4, 1-6, 6-3  | Parcours |
|                                                                           |            |                 |                 |                                      |                                    |                |          |
| 2006 - 1/4 de finale (groupe mondial) - Belgique - Russie - 3 : 2         |            |                 |                 |                                      |                                    |                |          |
| 15                                                                        | 22/04/2006 | Liège           | Terre (int.)    | Elena Dementieva                     | Kim Clijsters                      | 6-4, 6-3       | Parcours |
| 15                                                                        | 22/04/2006 | Liège           | Terre (int.)    | Justine Henin                        | Elena Dementieva                   | 6-2, 6-0       | Parcours |
|                                                                           |            |                 |                 |                                      |                                    |                |          |
| 2006 - Barrage (groupe mondial I) - Croatie - Russie - 2 : 3              |            |                 |                 |                                      |                                    |                |          |
| 16                                                                        | 15/07/2006 | Umag            | Terre (ext.)    | Elena Dementieva                     | Sanja Ancic                        | 6-3, 7-5       | Parcours |
| 16                                                                        | 15/07/2006 | Umag            | Terre (ext.)    | Elena Dementieva                     | Karolina Šprem                     | 6-1, 6-3       | Parcours |
|                                                                           |            |                 |                 |                                      |                                    |                |          |
| 2009 - 1/4 de finale (groupe mondial) - Russie - Chine - 5 : 0            |            |                 |                 |                                      |                                    |                |          |
| 17                                                                        | 07/02/2009 | Moscou          | Dur (int.)      | Elena Dementieva                     | Zhang Shuai                        | 6-3, 6-0       | Parcours |
| 17                                                                        | 07/02/2009 | Moscou          | Dur (int.)      | Elena Dementieva Svetlana Kuznetsova | Sun Tiantian Yan Zi                | 1-6, 6-4, 6-4  | Parcours |
|                                                                           |            |                 |                 |                                      |                                    |                |          |
| 2010 - 1/2 finale (groupe mondial) - États-Unis - Russie - 3 : 2          |            |                 |                 |                                      |                                    |                |          |
| 18                                                                        | 24/04/2010 | Birmingham (AL) | Dur (int.)      | Elena Dementieva                     | Bethanie Mattek                    | 6-4, 6-3       | Parcours |
| 18                                                                        | 24/04/2010 | Birmingham (AL) | Dur (int.)      | Elena Dementieva                     | Melanie Oudin                      | 7-64, 0-6, 6-3 | Parcours |
| 18                                                                        | 24/04/2010 | Birmingham (AL) | Dur (int.)      | Liezel Huber Bethanie Mattek         | Elena Dementieva Alla Kudryavtseva | 6-3, 6-1       | Parcours |

## Classements WTA en fin de saison

### En simple
| Année | 1996 | 1997 | 1998 | 1999 | 2000 | 2001 | 2002 | 2003 | 2004 | 2005 | 2006 | 2007 | 2008 | 2009 | 2010 |
| Rang  | 624  | 355  | 182  | 62   | 12   | 15   | 19   | 8    | 6    | 8    | 8    | 11   | 4    | 5    | 9    |

Source : (en) « Classements de Elena Dementieva », sur le site officiel du WTA Tour

### En double
| Année | 1997 | 1998 | 1999 | 2000 | 2001 | 2002 | 2003 | 2004 | 2005 | 2006 | 2007 |
| Rang  | 463  | 313  | 98   | 98   | 98   | 6    | 24   | 27   | 18   | 40   | 90   |

Source : (en) « Classements de Elena Dementieva », sur le site officiel du WTA Tour

## Records et statistiques
- Depuis son premier tournoi du Grand Chelem (l'Open d'Australie) en 1999, Elena Dementieva les a tous disputés sans exception, jusqu'en juin 2010 où elle mit fin à cette série impressionnante de 46 tournois du Grand Chelem d'affilée, en déclarant forfait pour Wimbledon 2010. Néanmoins, cette performance lui permet d'égaliser le record d'Amanda Coetzer et la place parmi les joueuses les plus assidues de l'ère Open, derrière Patty Schnyder (52), Nathalie Dechy (54) et Ai Sugiyama qui détient le record absolu (ATP et WTA) avec 62 participations consécutives entre 1994 et 2009.
- En atteignant les demi-finales de l'Open d'Australie en janvier 2009, Elena Dementieva a rejoint le cercle restreint des joueuses ayant atteint les demi-finales dans tous les tournois du Grand Chelem dans leur carrière.